# گاوسهره آنتیل کوچک
گاوسهره آنتیلی کوچک (نام علمی: Loxigilla noctis) نام یک گونه از سرده گاوسهره‌های آنتیل است.

## نگارخانه

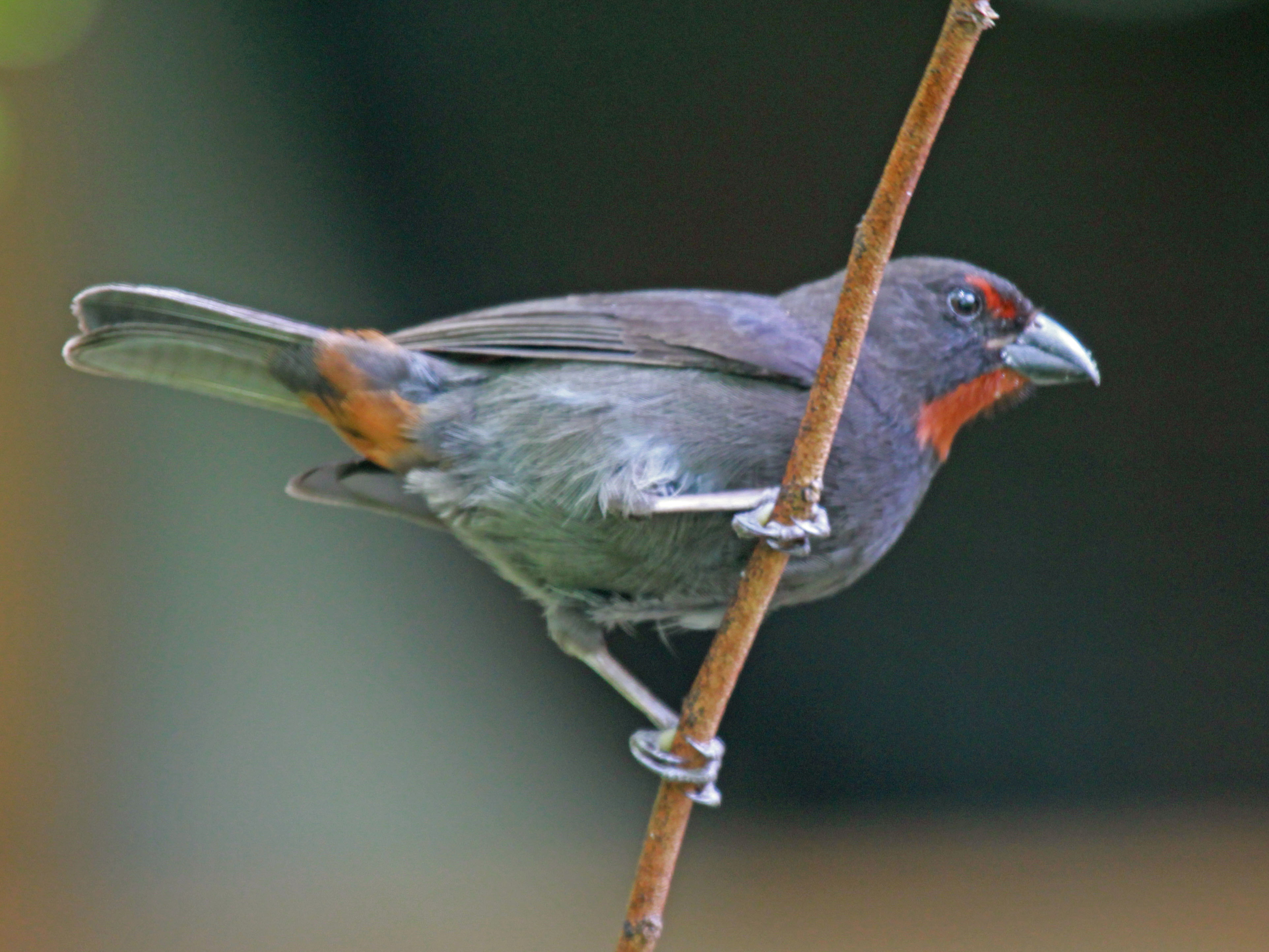
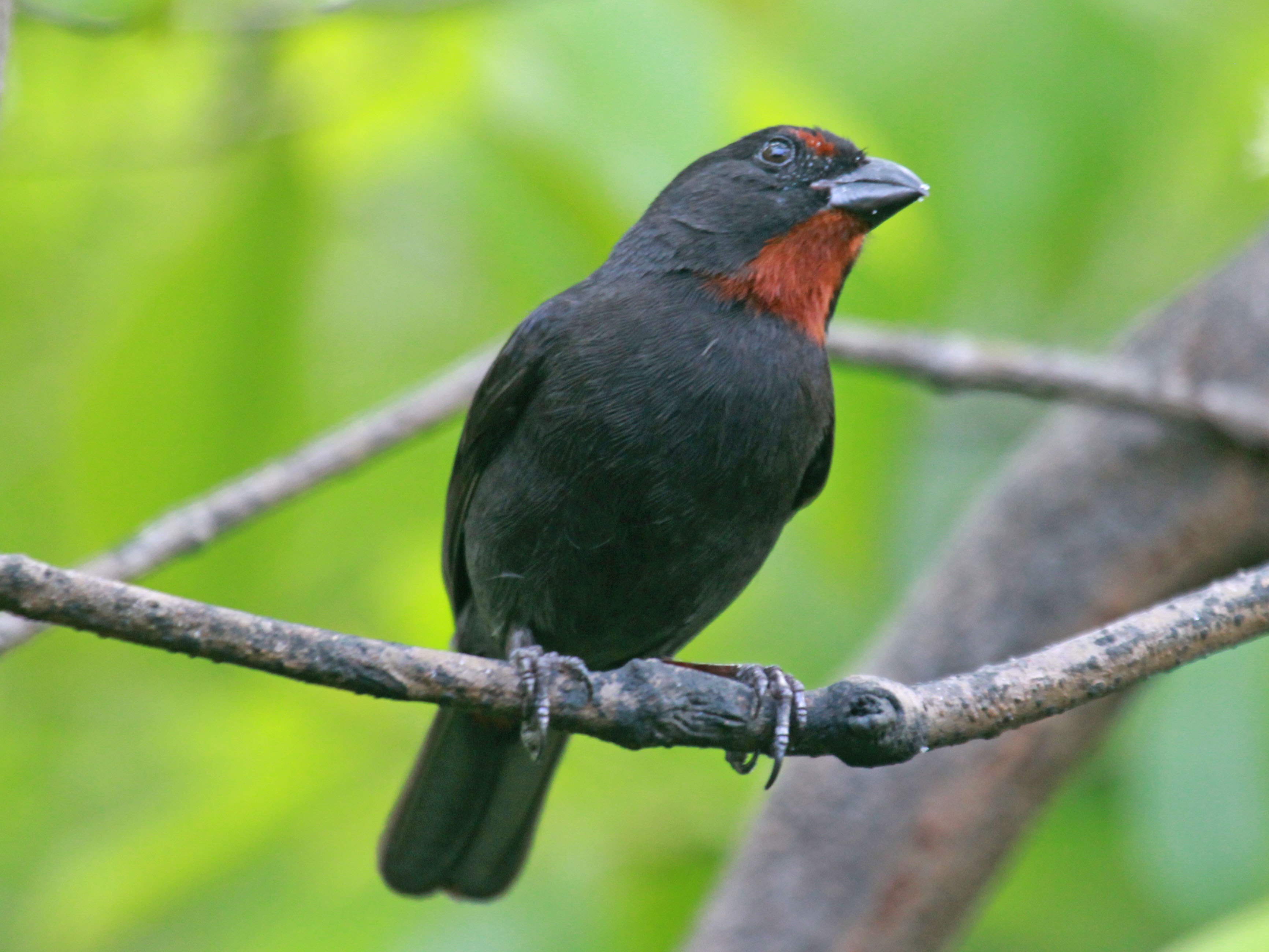
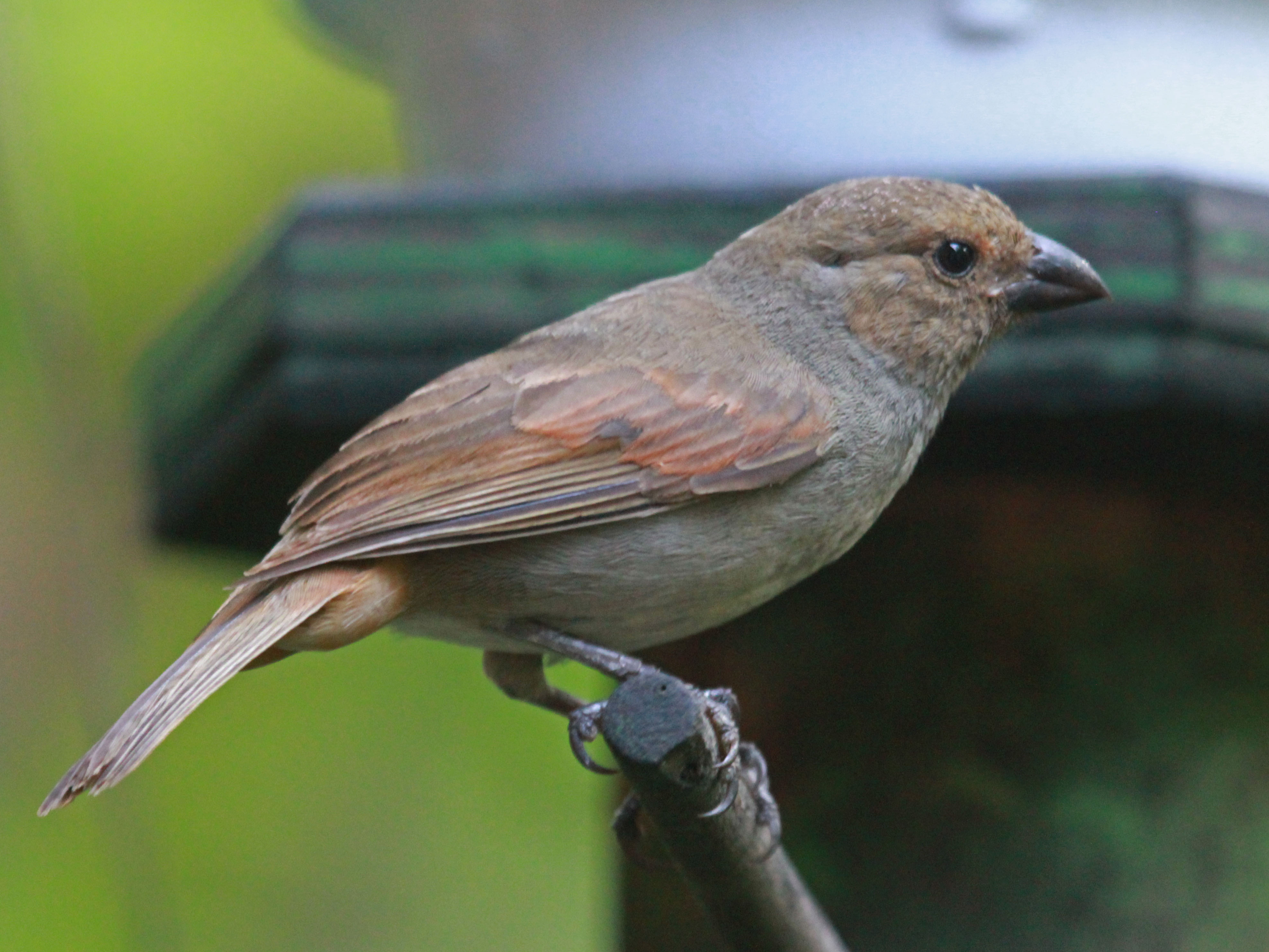